# 高見馬場停留場
高見馬場停留場（日语：／ Takamibaba teiryūjō */?），又稱高見馬場電車站，是位於鹿兒島縣鹿兒島市，鹿兒島市交通局（鹿兒島市電）第一期線和第二期線的電車站。車站編號為I08（1系統）和N08（2系統）。
市電1系統和市電2系統可於此站轉乘。在轉乘時，乘客下車需要支付車費及領取轉車票。來往2系統加治屋町至中郡之間與1系統（轉乘票為綠色）甲東中學校前至谷山之間任意停留場時候不需要另外加付車費。但是，這個措施只限來往谷山 - 高見馬場 - 中郡之間。另外，使用IC卡RapiCa或岩崎IC卡的乘客在轉乘時不需要轉乘票。

## 歷史

1966年（昭和41年）於高見馬場停留場附近的鹿兒島市交通局200形電車電車

- 1914年7月22日：山之口馬場（已廢止） - 天文館通之間開通，此站啟用[2]。
- 1915年12月17日：高見馬場 - 武站前（現時：鹿兒島中央站前）之間開通[3]。
- 1928年7月1日：鹿兒島市電氣局接管路線。
- 1933年1月：改組成為鹿兒島市交通課車站。
- 1956年5月10日：改組成為鹿兒島市交通局車站。

## 電車站構造
此電車站設有4面4線的相對式低地台月台。當中包括1系統的2面2線相對式低地台月台和2系統的2面2線相對式低地台月台。四座月台上設有電車接近顯示器和廣播系統。四座月台可讓輪椅人士上落。但是電動輪椅人士由於月台寬度問題使不能使用此電車站。
電車站附近於道路端設有信號塔，由於轉轍器操作自動化，因此通常不會使用。

## 使用狀況
| 1日上下車人次變化 | 1日上下車人次變化 |
| 年度              | 1日平均人次       |
| ----------------- | ----------------- |
| 2010年            | 3,100             |
| 2011年            | 3,203             |
| 2012年            | 3,075             |
| 2013年            | 3,011             |
| 2014年            | 2,925             |
| 2015年            | 2,933             |

## 電車站周邊
- 鹿兒島市立山下小學（日语：鹿児島市立山下小学校） - 前鹿兒島師範學校付屬尋常小學校，向田邦子和林芙美子曾經在該處上學[7]。
- 鹿兒島商工會議所大廈
- 7-11鹿兒島二官橋通店 - 鹿兒島市內進出1號店(3間商店)中其中1間
- 鹿兒島相互信用金庫（日语：鹿児島相互信用金庫）本店
- 鹿兒島信用金庫（日语：鹿児島信用金庫）高見馬場分店
- 九州勞動金庫（日语：九州労働金庫）鹿兒島分店
- 西日本都市銀行鹿兒島分店
- 肥後銀行鹿兒島分店
- 宮崎太陽銀行（日语：宮崎太陽銀行）鹿兒島分店
- 朝日新聞社鹿兒島總分局
- 鹿兒島中央大廈
- DoCoMo九州（日语：ドコモ九州）鹿兒島大廈
- AIG損害保險（日语：AIG損害保険）鹿兒島營業分店
- 明治安田生命保险鹿兒島加治屋町大廈
- 住友生命鹿兒島大廈
- 大同生命（日语：大同生命）大廈
- 鹿兒島第一海上大廈
- 鹿兒島富國生命（日语：フコク生命）高見馬場大廈
- 太陽生命（日语：太陽生命）鹿兒島第2大廈
- 雷姆鹿兒島（阪急阪神第一酒店集團）
- 東橫InnI、II
- 法華Club（日语：法華クラブ）鹿兒島酒店
- Area One鹿兒島酒店
- 鹿兒島Blue Wave Inn（舊岐山酒店）
- 鹿兒島Sun Days Inn
- dormy inn鹿兒島
- 示現流兵法所資料館
- JR九州巴士「高見馬場」巴士站

## 相鄰電車站
鹿兒島市交通局
鹿兒島市電■1系統
天文館通（I07/N07）－高見馬場（I08）－甲東中學校前（I09）
鹿兒島市電■2系統
高見馬場（N08）－加治屋町（N09）

## 注腳
1. ↑  郡元や高見馬場で市電を乗り換える場合は、乗り換えた電車でもう一度運賃を払うのですか。 （页面存档备份，存于）（日語） - 鹿兒島市 2012年1月16日參閲。
2. ↑  《日本鉄道旅行地図帳 12 九州》 p.51 新潮社
3. ↑  《日本鉄道旅行地図帳 12 九州》p.52 新潮社
4. ↑  《鐵道畫刊》 1989年3月增刊號（NO.509）p.141
5. ↑  国土数値情報(駅別乗降客数データ)  （页面存档备份，存于）（日語） - 國土交通省，2018年12月10日參閲
6. ↑  「鹿児島市新交通バリアフリー基本構想」 （页面存档备份，存于）（日語） - 2010年度
7. ↑  学校紹介 （页面存档备份，存于）（日語） - 鹿兒島市立山下小學 2012年1月16日參閲。

## 外部連結
- 鹿兒島市交通局 （页面存档备份，存于）（日語）